# Strike Lightning
Strike Lightning (roman non traduit en français) est le troisième roman de la série La Jeunesse de James Bond à avoir été écrit par Steve Cole. Ce roman d'aventures a été publié pour la première fois au Royaume-Uni le 1er septembre 2016.
Lorsque James Bond assiste à la mort d’un ami, sa nouvelle école, Fettes College, est déterminée à lui faire croire que ce qui est arrivé était un pur accident, et de surcroît causé par sa propre faute. Mais le récit que lui raconte son école est très différent de ce qu’il a vu. La signification des événements qui ont eu lieu à Fettes éclate au grand jour au cours d’une aventure qui amène sur le vieux continent et le met à portée d’un ennemi qui se prépare à une guerre avec une arme d’un genre nouveau.

## Synopsis
Fin 1934 : en Écosse, un jeune garçon de treize ans, Duncan, s’aventure sur un terrain surnommé le Dead Land et surprend des tests ainsi qu’une conversation à propos de mortiers et d’un certain « Steel Shadow », avant de trouver la mort en marchant sur une mine terrestre.
À sa nouvelle école, Fettes College, James Bond affronte un de ses camarades, Marcus Stephenson, au judo. Après le combat, les garçons décident de sortir au cinéma avec Perry Mandeville, élève de Fettes dont l’amitié avec Bond remonte à Eton (voir les romans de Charlie Higson). En route, ils tombent sur le Dr Randolph Whittaker, professeur de sciences à Fettes. Celui-ci demande à Marcus, qui l’aide sur un projet, de venir avec lui pour faire quelque chose avant qu’un orage n’éclate. Marcus part avec Whittaker.
Lorsque Perry et Bond rentrent à Fettes, Marcus est toujours avec Whittaker. Bond et Perry décident d’aller discrètement voir sur quoi ils travaillent dans le laboratoire de Whittaker. Bond entend la voix d’une femme (Herta) et ils surprennent une expérience qui inclut de la foudre lorsque soudain ils entendent un cri de Marcus. Ils décident de rentrer à « l’internat » mais Bond voit quelque chose d’inconnu en chemin et décide de la poursuivre. Il tombe alors sur Marcus, mourant, qui lui dit « Prêt pour Ruskie. Vingt ». Soudain Bond reçoit une substance qui lui fait perdre connaissance.
Lorsqu’il reprend connaissance, il se trouve l’infirmerie et Herta Axmann, une scientifique travaillant avec Whittaker, essaye de lui faire croire que la mort de Marcus était accidentelle et que ce dernier n’était pas avec Whittaker. Plus tard, tante Charmian vient lui rendre visite et lui dit des choses qui font que Bond pense que son école conspire pour essayer de faire passer la mort de Marcus pour un accident non lié à Whittaker (mais qui serait en revanche de la faute Bond).
Bond reçoit ensuite la visite d’un ami de son headmaster, Hepworth Maximilian Blade, directeur général de Blade-Rise Industries (qui produit des armes) et qui prétend lui apporter ses condoléances pour la mort de Marcus.
Dans les jours qui suivent, Bond mène son enquête en étant surveillé par Herta. Il finit par s’introduire dans la chambre de Whittaker et découvre une note contenant une adresse pour une « démonstration » près de Ruskie. Bond apprend aussi que Whittaker se prépare à quitter son poste d’enseignant à Fettes.
Bond et Perry décident de voler la voiture de Whittaker pour se rendre à la « démonstration ». Celle-ci a lieu dans le Dead Land et Bond et Perry découvrent le Steel Shadow, une « exo-suit » pilotée par Herta.
Bond et Perry décident de se cacher dans un camion, mais ils sont pris au piège dedans lorsque celui-ci démarre et se rend aux Pays-Bas. Quand celui-ci s’arrête, Bond surprend une conversation entre Whittaker et Herta dans laquelle il est question de vente aux enchères, d’un circuit imprimé essentiel au Steel Shadow, d’un certain Grünner et de l’Hôtel des Indes (La Haye). Bond vole le circuit imprimé qui se trouvait dans l’une des caisses que le camion transportait et essaye de sortir du port de Rotterdam avec Perry ; ils se font cependant repérer et Perry se fait reverser par une voiture durant leur fuite.
Perry, blessé, parvient à échapper avec ses poursuivants avec l’aide de Bond et ils décident de se rendre chez l’oncle de Mandeville qui vit pas loin (et qui est absent). À la gare, ils tombent sur Kitty Drift, une connaissance de Perry passionnée de trains. Sur le trajet jusque chez l’oncle, elle apprend aux garçons qu’elle doit plus tard participer à une soirée à l’Hotel des Indes organisée par l’ambassadeur allemand : Kostantin Grünner. Après s’être reposé dans la maison de l’oncle, James Bond décide de lui aussi se rendre à cette soirée de l’ambassadeur.
Sur place il observe une réunion sécrète entre Grünner, Whittaker et Herta. Grünner dit avoir la pleine autorité d’Hitler pour acquérir le Steel Shadow et Bond apprend que Marcus serait mort durant un test visant à déterminer la résistance de l’arme face à la foudre en cas de combat par temps orageux. Grünner tue Whittaker et demande à Herta de récupérer les notes de ce dernier sur le Steel Shadow qui se trouvent dans un coffre du domicile de Blade. Bond s’y rend et fait face à Herta, il l’arrive à l’assommer mais Blade prend les contrôles d’un Steel Shadow spécialement créé pour lui et chasse Bond à travers sa maison pleine de pièges.
Il réussit à s’enfuir avec les notes et rejoint Perry et Kitty. Ces documents révèlent l’existence d’un train « fantôme » (qui n’a pas d’existence officielle), que Kitty traquait justement en vain depuis un certain temps.
Bond et Kitty étudient l’itinéraire du train et le prennent en marche. Ils se font cependant repérer alors que le train fait une halte dans une usine et se font capturer. Ils sont alors amenés à un bunker près de Düsseldorf où se trouve Herta, Grünner et Blade (ce dernier retenu prisonnier afin qu’il mette ses talents de créateur d’arme pour l’Allemagne nazie).
Bond est placé dans un Steel Shadow et Herta et Grünner expliquent que s’ils voulaient acquérir cette arme, ce n’était pas dans le but d’en équiper les troupes allemandes, mais dans celui d’empêcher qu’un autre pays ne dispose de cette arme. En effet, les nazis ont en réalité créé un « exosquelette » qui serait meilleur que le Steel Shadow : le « Blutbanner ». Ils expliquent également à Bond que Marcus a été tué car ils cherchaient (derrière le dos de Whittaker) les points faibles du Steel Shadow, dont mesurer la quantité de courant électrique nécessaire pour tuer l’opérateur.
Si Bond se trouve dans un Steel Shadow c’est parce qu’il y aura bientôt une démonstration visant à montrer la supériorité du Blutbanner : un combat opposant trois Steel Shadow (pilotés par Bond et les gardes du corps de Blade) à deux Blutbanner (pilotés par Herta et Kitty).
Pendant qu’il s’entraîne à manier le Steel Shadow, Blade révèle à Bond qu’il est du côté des Britanniques et que si quelques-unes de ces armes ont été vendues à l’Allemagne, c’était parce qu’il y avait besoin d’argent pour les développés. Blade dit aussi qu’il y a des traceurs dans les Steel Shadow qui permettent aux Britanniques de connaître leurs positions.
L’heure du combat approche et Bond est amené à l’arène. Durant l’affrontement des Steel Shadow et des Blutbanner, l’un des gardes du corps de Blade (Van Diemen) trouve la mort puis Bond parvient à se débarrasser définitivement d’Herta. Un des Blutbanner étant hors service, Grünner arrête la démonstration et fait intervenir ses hommes qui parviennent à tuer le second garde du corps de Blade (Carrel).
Il se trouve que le système de contrôle à distance du Blutbanner de Kitty est aussi hors service. Soudain, Perry vient à la rescousse à bord d’un véhicule et tire Bond et Kitty de l’arène (Perry s’était endormi dans le coffre de la Tatra 77 de Blade que des hommes de Grünner ont ramenée au bunker). Ils sont alors poursuivi par Grünner qui s’est mis aux commandes d’un Steel Shadow et rejoignent Blade. Grünner les rattrape et Blade parvient à l’éliminer en utilisant un mortier dans la fonderie ; Blade et Grünner meurent tous les deux.
Bond, Perry et Kitty s’enfuient alors du bunker dans un blindé léger, résolus à prendre un train pour La Haye...

## Personnages principaux
- James Bond, après avoir survécu à son premier trimestre à Fettes College (Edinburgh, en Écosse) et co-fondé un club de judo, James pense qu’il commence à s’intégrer. Mais lorsqu’un bon ami meurt dans des circonstances très suspectes, seul James semble chercher la vérité… Ou presque, puisque son ancien camarade d’Eton, Perry Mandeville, lui fournit son aide.
- Kitty Drift, 15 ans et vit à La Haye (Pays-Bas). Son père possède une compagnie ferroviaire, ce qui a fait qu’elle est elle-même devenue une grande passionnée de trains. Parce qu’elle reste souvent tard à observer les trains, elle a pris des cours d’autodéfense au cas où quelque chose arriverait. Kitty est aussi une ancienne connaissance de Perry Mandeville.
- Konstantin Grünner, installé aux Pays-Bas, Grünner semble être un riche diplomate allemand agissant comme un ambassadeur. Mais au-delà de cette belle apparence il s’agit d’un maître-espion Nazi pouvant porter un uniforme de SS et qui est assez proche d’Adolf Hitler.
- Perry Mandeville, ami de James Bond.
- Herta Axmann, jeune fille de 18 ans, il s’agit de l’assistante personnelle de Grünner. Bien que dévouée à la cause Nazi, le fait qu’elle soit une femme ne l’autorise pas à rejoindre le rang des SS. Herta est douée en science et n’a pas peur de tuer.
- Hepworth Maximilian Blade, directeur général de la compagnie d’armement internationale Blade-Rise Industries, Blade souffre de la rare maladie génétique de la fibrodysplasie ossifiante progressive : ses muscles, ses tendons et ses ligaments se transforment lentement en os.
- Randolph Whittaker, surnommé « Capitaine Crochet » par les élèves à cause du crochet qui remplace une main qu’il a perdue, il s’agit d’un des professeurs de science de Fettes. Ce métier n’est cependant qu’une couverture qui lui permet de travailler tranquillement sur le Steel Shadow pour Blade, loin de la vue des hommes qui pratiquent l’espionnage industriel.
- Marcus Stephenson, élève de Fettes et ami de James Bond. Il trouve la mort alors qu’il assiste Whittaker dans ses expériences.
- Van Diemen, garde du corps de Blade.
- Carrel, garde du corps de Blade.

## Édition limitée
L'édition signed limited de Doubleday est signée par Steve Cole et contient en bonus quelques pages de l’auteur sur le contexte et l’écriture du roman.